# Ауреліо Менегацці
Ауреліо Менегацці (італ. Aurelio Menegazzi, 15 листопада 1900 — 23 листопада 1979) — італійський велогонщик.
Олімпійський чемпіон 1924 року в командній гонці переслідування.